# Lochy (rivière)
La rivière Lochy  ( anglais : Lochy River ) est un cours d’eau du coin sud-ouest de la région d’Otago, de l’Île du Sud de la Nouvelle-Zélande.

## Géographie
Elle s’écoule dans la partie inférieure du Lac Wakatipu.